# Aleksander Koniaszwili
Aleksander Koniaszwili (gruz. ალექსანდრე კონიაშვილი; ros. Александр Григорьевич Кониашвили; ur. 14 grudnia?/26 grudnia 1873 w Tbilisi, zm. 30 kwietnia 1951 w Buenos Aires) – gruziński oficer kontaktowy służący w Wojsku Polskim, generał brygady.

## Życiorys

### Młodość
Aleksander urodził się w rodzinie gruzińskiego oficera Armii Rosyjskiej Grzegorza Koniaszwili. Skończył gimnazjum chłopięce oraz szkołę wojskową w Tbilisi.

### Służba
Pierwszym konfliktem zbrojnym w którym uczestniczył była wojna rosyjsko-japońska. W 1913 był już oficerem sztabu 155 Kubański Pułk Piechoty. W czasie I wojny światowej walczył z Armią Osmańską na froncie kaukaskim. Podczas ofensywy pod Erzurum, oddział pod jego dowództwem przełamał Turecki opór i jako pierwszy wkroczył do twierdzy. Za ten wyczyn został odznaczony Orderem Świętego Jerzego. Oprócz tego walczył m.in. pod Sarıkamış. W 1918 dołączył do Armii Demokratycznej Republiki Gruzji. Od października tego samego roku był komendantem okręgu „Soczi”. Na początku 1919 podczas bitwy z jednostkami „Białych” dostał się do niewoli. Wkrótce jednak został wypuszczony. W 1920 już jako generał dywizji tłumił antyrządowe powstanie w okolicy Cchinwali i przez chwile dowodził Policją w Tbilisi. W 1921 zagrożony schwytaniem udał się na emigracji początkowo do Turcji, a następnie w 1923 do Polski. Po dotarciu do II Rzeczypospolitej wstąpił do Wojska Polskiego jako oficer kontaktowy. W 1926 został awansowany na generała brygady. Był zastępcą dowódcy jednej z polskich dywizji. Podczas kampanii wrześniowej brał czynny udział w walkach. Po przegranej kampanii uciekł do Włoch, a następnie do Argentyny. Osiadł w Buenos Aires. Tam mieszkał aż do śmierci w 1951 roku.